# Выпуклый функционал
Выпуклый функционал — функционал, являющийся выпуклой функцией, то есть, надграфик которого является выпуклым множеством.
Формально, функционал {\displaystyle p}, определённый на линейном пространстве {\displaystyle L}, называется выпуклым, если выполнено:
{\displaystyle p(\alpha x+\beta y)\leq \alpha p(x)+\beta p(y)\ ,\forall x,y\in L,\forall \alpha ,\beta \geqslant 0,\alpha +\beta =1}.
Примерами выпуклых функционалов являются полунорма, норма, линейный функционал и функционал Минковского выпуклого и симметричного множества.
Если {\displaystyle p} и {\displaystyle q} — выпуклые функционалы, {\displaystyle \alpha } — положительное число, то следующие функционалы являются выпуклыми:
- {\displaystyle (p+q)(x)=p(x)+q(x)}
- {\displaystyle (\alpha p)(x)=\alpha p(x)}
- {\displaystyle (p\vee q)(x)=\max(p(x),q(x))}
- Инфимальная конволюция: {\displaystyle (p\oplus q)(x)=\inf _{y+z=x}(p(y)+q(z))}

Теория выпуклых функционалов используется в выпуклом программировании.